# Eyjafjallajökull
Eyjafjallajökull (pronuncia [ˈɛɪjaˌfjatlaˌjœkʏtl] , in italiano /ejafjatlaˈjɔkutl/), è un ghiacciaio dell'Islanda.
Il nome significa in islandese Ghiacciaio dei Monti delle Isole; la parola è formata da eyja (isole), fjalla (montagne) e jökull (ghiacciaio); le isole in questione sono le Vestmann, su cui domina in lontananza.

## Caratteristiche
Con un'area di 78 km², è il quinto per estensione dei ghiacciai islandesi. Si trova nella parte meridionale dell'isola, a nord del villaggio di Skógar e a ovest del ghiacciaio Mýrdalsjökull. Il ghiacciaio ricopre il vulcano Eyjafjöll. In località Fimmvörðuháls, la notte del 20 marzo 2010 si è aperto un cratere vulcanico.
La parte terminale a sud della montagna era un tempo parte della costa atlantica. Poiché il mare si è ritirato di circa 5 km, la nuova costa ha lasciato dietro di sé molte deviazioni e una miriade di cascate, le più conosciute delle quali sono Skógafoss e Seljalandsfoss. Quando il vento è forte, l'acqua delle piccole cascate può creare un suggestivo rumore paragonabile all'ululato di un lupo. Due delle lingue del ghiacciaio, Gigjökull e Steinsholtsjökull, terminano in lagune glaciali dove è normalmente possibile ammirare iceberg galleggianti.
Nel 1967 parte di un enorme seracco chiamato Innstihaus, circa 15 milioni di metri cubi di ghiaccio, si staccò da un versante del ghiacciaio, precipitando nella laguna, 280 m più in basso. L'onda generata fu terribile: si riversò nel fiume Markarfljót con una forza di 21.000 m³/s, portando con sé enormi rocce e spazzando via tutto ciò che si trovava lungo il percorso.
Il vulcano ha Eruzione vulcanica eruttato abbastanza frequentemente a partire dall'era glaciale. Prima del 2010, l'ultima eruzione avvenne dal 1821 al 1823, e causò una jökulhlaup (inondazione dovuta allo scioglimento dei ghiacci) che causò notevoli danni.

## L'eruzione del 2010

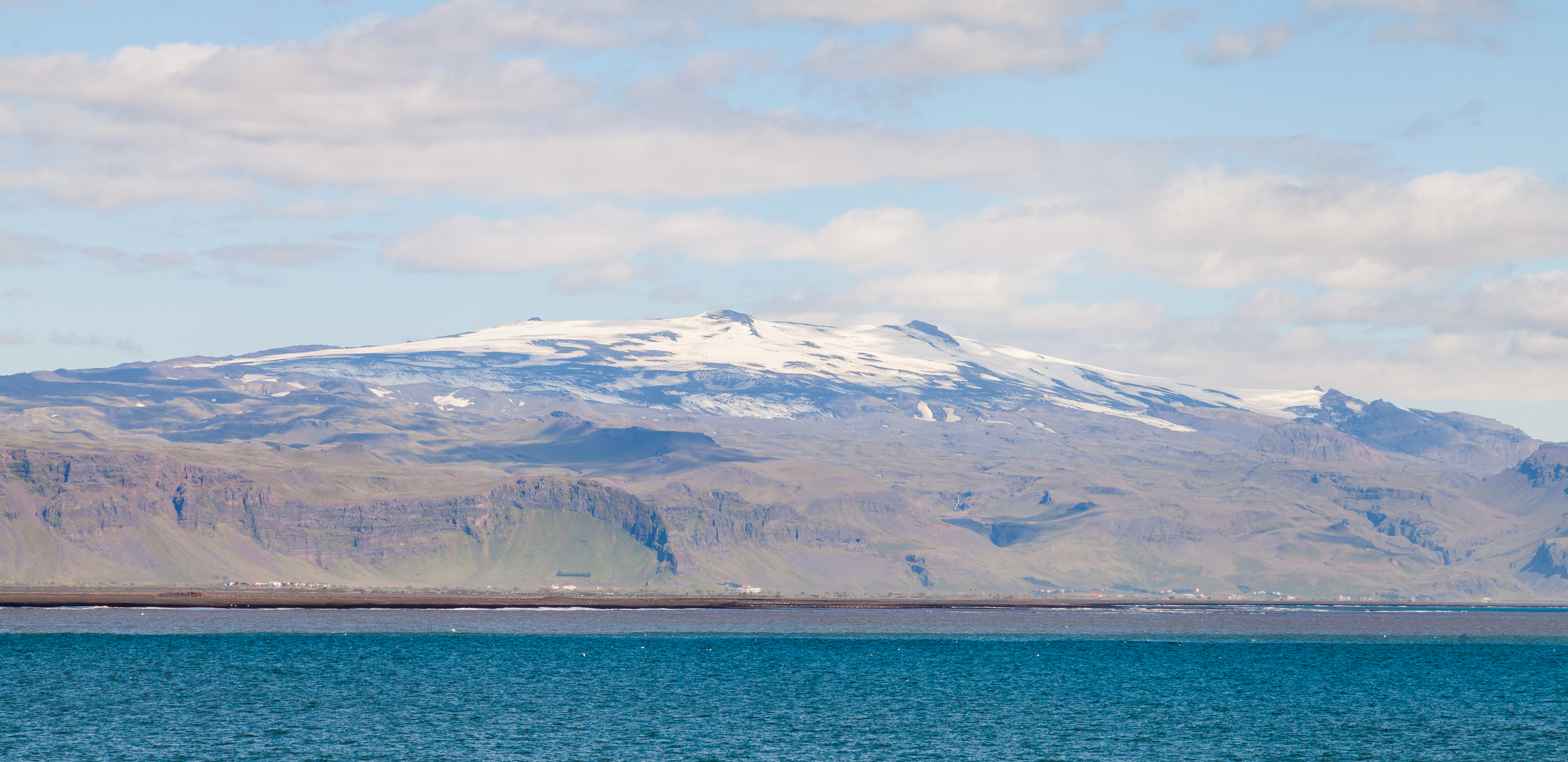
Eyjafjallajökull vista dal mare.

Il 20 marzo 2010, dopo 187 anni, si è verificata una nuova eruzione dell'Eyjafjöll che ha causato l'evacuazione di circa 600 persone. Il 15 aprile la presenza di una nube di ceneri vulcaniche emessa dal vulcano ha portato alla chiusura degli spazi aerei e di vari aeroporti di alcuni paesi dell'Europa centro-settentrionale: Regno Unito, l'Irlanda, la Danimarca, la Norvegia, il Belgio, la Francia, la Germania, la Svizzera, la Svezia, la Polonia, l'Estonia, la Lettonia, la Rep. Ceca, l'Austria, l'Ungheria, la Romania, la Spagna e l'Italia. La situazione si è ripetuta in misura meno estesa il 9 maggio.